# Циметидин
Циметиди́н — лекарственное средство, блокатор H2-гистаминовых рецепторов.

## История открытия
Работы над созданием H2-блокаторов начали проводиться с конца 1960-х годов в лаборатории фирмы Smith, Kline & French (в настоящее время часть фирмы GlaxoSmithKline) под руководством Джеймса Блэка. Здесь в 1976 году и был синтезирован циметидин, получивший брендовое название Tagamet. За свои исследования в 1988 году Джеймс Блэк получил Нобелевскую премию по медицине.

## Фармакологическое действие
Блокатор H2-гистаминовых рецепторов. Тормозит гистамин-опосредованную и базальную кислотопродукцию у больных с дуоденальной язвой на 95 % в течение 5 часов и ночную секрецию — на 80 %. Мало влияет на карбахолиновую гиперсекрецию. Снижает концентрацию H+, а также объём желудочной секреции, то есть тормозит секрецию пепсина, не влияя на его концентрацию. Усиливает защитные механизмы слизистой оболочки желудка и способствует заживлению её повреждений, связанных с воздействием HCl (в том числе прекращению желудочно-кишечных кровотечений и рубцеванию стрессовых язв), путём увеличения образования желудочной слизи, концентрации в ней гликопротеинов, стимуляции секреции гидрокарбоната слизистой оболочкой желудка, эндогенного синтеза в ней Pg и скорости регенерации. Уменьшает концентрацию восстановленного цитохрома P450 и значительно подавляет анилингидроксилазную активность монооксигеназ печени. Не влияет на адренорецепторы, не оказывает местноанестезирующего действия. При крапивнице блокирует H2-гистаминовые рецепторы в кровеносных сосудах кожи, частично ответственных за развитие воспалительной реакции. Оказывает антиандрогенное действие (блокирует дигидротестостерон). Вызывает транзиторное (не имеющее клинического значения) повышение концентрации пролактина (только при внутривенном струйном введении). После приема внутрь 300 мг терапевтическое действие начинается через 1 час и сохраняется в течение 4-5 часов.

## Фармакокинетика
Хорошо всасывается из желудочно-кишечного тракта. TCmax равно 1—2 часам. Связь с белками плазмы — 20 %. Пероральный и парентеральный пути введения обеспечивают сравнимые по продолжительности эффекта уровни терапевтической концентрации. При длительной инфузии концентрация препарата в плазме зависит от скорости инфузии и индивидуального клиренса препарата. Проникает через гематоэнцефалический барьер, плаценту и в грудное молоко. Метаболизируется в печени с образованием основного метаболита — сульфоксида. Является ингибитором изоферментов CYP1A2, CYP2D6 и CYP3A4, CYP3A5 и CYP3A7 в печени. T½ — 2 часа. Выводится почками: после перорального приема в разовой дозе в течение 24 часов выводится в неизмененном виде 48 % препарата, после парентерального введения — 75 %.

## Показания
Язвенная болезнь желудка и 12-перстной кишки, рецидивирующие послеоперационные язвы, терапия и профилактика язвенных повреждений слизистой оболочки желудочно-кишечного тракта (в том числе стрессовых и лекарственных), рефлюкс-эзофагит, изжога (связанная с гиперхлоргидрией, синдром Золлингера-Эллисона, системный мастоцитоз, полиэндокринный аденоматоз, эрозивный гастрит, кровотечения из верхних отделов желудочно-кишечного тракта (в том числе послеоперационные), аспирационный пневмонит (профилактика); в качестве вспомогательной терапии — недостаточность ферментов поджелудочной железы, крапивница (острая форма), ревматоидный артрит.

## Противопоказания
Гиперчувствительность.

### C осторожностью
Хроническая сердечная недостаточность, заболевания органов кроветворения, печеночная и/или почечная недостаточность, цирроз печени с портосистемной энцефалопатией в анамнезе, угнетение иммунитета, беременность, период лактации, детский возраст (до 16 лет).

## Режим дозирования
Внутрь (до или во время еды), внутримышечно, внутривенно. При обострении язвенной болезни желудка и 12-перстной кишки взрослым — внутрь, 800 мг в 1 прием (перед сном) ежедневно. Возможно по 400 мг 2 раза в сутки (за завтраком и на ночь) или по 200 мг 3 раза в сутки во время еды и 400 мг на ночь (1 г/сут). Максимальная доза — 2,4 г/сут (при лечении патологических гиперсекреторных состояний применяли дозы до 12 г/сут). Первоначальный курс лечения должен составлять не менее 4 недели. Курс лечения при язвенной болезни желудка составляет в среднем 6 недель. Для профилактики обострения язвенной болезни желудка и 12-перстной кишки — внутрь, по 400 мг на ночь. Изжога — лечение: внутрь, 200 мг с водой; через 24 ч можно повторить; профилактика: внутрь, 200 мг с водой за 1 час до употребления пищи или напитков, которые могут вызвать такой симптом. При рефлюкс-эзофагите — внутрь, по 400 мг 4 раза в сутки, во время еды и на ночь. Курс лечения — 8—12 недель. Для профилактики кровотечений и лечения стрессовых повреждений слизистой оболочки верхних отделов желудочно-кишечного тракта — внутривенно медленно или инфузионно, по 200 мг 5-10 раз в сутки (максимальная скорость инфузии — 150 мг/ч) или внутрь, по 200—400 мг каждые 4-6 часов. При наличии кровотечения в верхних отделах желудочно-кишечного тракта — внутривенно, по 200 мг 8-10 раз в сутки (суточная доза — 1,6-2 г); внутрь, по 300 мг каждые 6 часов или по 600 мг 2 раза в сутки, утром и перед сном. При синдроме Золлингера-Эллисона и других гиперсекреторных состояниях — в суточной дозе 1,6-2 г во время еды и перед сном в несколько приемов. Лечение продолжают столь длительное время, сколько это необходимо (тяжелые формы синдрома — до 160 мг каждые 6 часов). При профилактике аспирационного пневмонита — внутримышечно, 300 мг за 1 час до вводной общей анестезии и по 300 мг внутримышечно или внутривенно каждые 4 часа до выхода из общей анестезии. При крапивнице (в качестве вспомогательного лечения) — внутривенно, 300 мг в течение 15-20 мин. При нарушении функции почек — внутрь, в зависимости от КК: при КК 0-15 мл/мин — 400 мг/сут, 15-30 мл/мин — 600 мг/сут, 30-50 мл/мин — 800 мг/сут. Внутривенно, по 300 мг каждые 12 ч, при необходимости дозу увеличивают до 300 мг каждые 8 часов или чаще. При наличии сопутствующего нарушения функции печени может потребоваться дальнейшее снижение дозы. Детям: внутрь, при язвенной болезни желудка или 12-перстной кишки — 20-40 мг/кг/сут в 4 разделенных дозах, во время еды и перед сном; при гастроэзофагеальном рефлюксе — 40-80 мг/кг/сут в 4 приема; при нарушении функции почек дозу снижают до 10-15 мг/кг/сут и увеличивают интервал между введениями до 8 часов. Внутримышечно, внутривенно, 5-10 мг/кг каждые 6-8 часов (при внутривенном введении препарат разводят до необходимого объёма совместимым раствором и вводят не менее 2 мин при инъекции и 15-20 мин при инфузии); при нарушении функции почек дозу снижают и временной интервал между дозами увеличивают.

## Побочные эффекты
Со стороны пищеварительной системы
Тошнота, рвота, диарея, панкреатит, гепатит, желтуха, метеоризм, повышение активности «печеночных» трансаминаз, снижение всасывания витамина B12; при резкой отмене — рецидив язвенной болезни.
Со стороны нервной системы
Повышенная утомляемость, сонливость, головокружение, депрессия, галлюцинации, эмоциональная лабильность, беспокойство, возбуждение, головная боль, нервозность, психоз, спутанность сознания (чаще у пожилых больных при нарушении функции печени и/или почек), снижение либидо, гипертермия.
Со стороны сердечно-сосудистой системы
Брадикардия, тахикардия, AV блокада, при быстром внутривенном введении — аритмии (в исключительных случаях — асистолия), снижение артериального давления, васкулит.
Со стороны органов кроветворения
Лейкопения, нейтропения, тромбоцитопения, агранулоцитоз, панцитопения, эозинофилия, апластическая и гемолитическая анемия.
Со стороны мочеполовой системы
Интерстициальный нефрит (гиперкреатининемия, повышение концентрации мочевины), задержка мочеиспускания, снижение потенции.
Аллергические реакции
Кожная сыпь, зуд, гиперемия, ангионевротический отек, многоморфная эритема, эксфолиативный дерматит, синдром Стивенса-Джонсона, токсический эпидермальный некролиз .
Прочие
Алопеция, гинекомастия, полимиозит, миалгия, артралгия.

### Передозировка
Передозировка вызывает угнетение дыхательного центра, тревожность, брадикардия, иногда — тахикардия, сухость во рту.

#### Лечение
При пероральном приеме в первые 4 часа показано индукция рвоты или/и промывание желудка. При необходимости проводят гемодиализ, за больным устанавливают наблюдение и проводят симптоматическое лечение. При судорогах — внутривенно диазепам; брадикардии — атропин; желудочковых аритмиях — лидокаин.

## Особые указания
Симптомы язвенной болезни 12-перстной кишки могут исчезать в течение 1—2 недель, терапию следует продолжать до тех пор, пока рубцевание не подтверждено данными эндоскопического или рентгенологического исследования. При выборе режима дозирования препарата для пожилых пациентов следует принимать во внимание состояние функции почек и сердечно-сосудистой системы. Лечение может маскировать симптомы и вызывать временное улучшение состояния у больных раком желудка. Применение у больных с ИВЛ может привести к росту в содержимом желудка некоторых микроорганизмов, которые могут вызвать пневмонию или другие инфекции дыхательных путей. Блокаторы H2-гистаминовых рецепторов следует принимать через 2 часа после приема итраконазола или кетоконазола во избежание значительного уменьшения их всасывания. Гинекомастия практически всегда обратима при прекращении терапии. Отмену проводят постепенно (из-за возможности развития рецидивов заболевания). При длительном лечении необходимо осуществлять контроль показателей функции печени, почек, периферической крови. Блокаторы H2-гистаминовых рецепторов могут противодействовать влиянию пентагастрина и гистамина на кислотообразующую функцию желудка, поэтому в течение 24 часов, предшествующих тесту, применять их не рекомендуется; кроме того, подавляют кожную реакцию на гистамин, приводя таким образом к ложноотрицательным результатам (перед проведением диагностических кожных проб для выявления аллергической кожной реакции немедленного типа использование блокаторов H2-гистаминовых рецепторов рекомендуется прекратить). Во время лечения следует избегать употребления продуктов питания, напитков и лекарственных средств, которые могут вызвать раздражение слизистой оболочки желудка. Для внутривенного применения раствора циметидина для инъекций перед использованием следует развести раствором 0,9 % раствором NaCl; внутривенные инфузии — 5 % раствором декстрозы. Эффективность препарата в ингибировании ночной секреции кислоты в желудке может снижаться в результате курения. Больным с ожогами может потребоваться увеличение дозы препарата вследствие повышенного клиренса. При отсутствии улучшений необходима консультация врача. Если пропущена доза — принять как можно скорее; не принимать, если почти наступило время приема следующей дозы; не удваивать дозы.

## Взаимодействие
Увеличивает эффект м-холиноблокаторов, БМКК, выраженность побочных эффектов опиоидных анальгетиков. Снижает эффект андрогенов, кетоконазола, барбитуратов (взаимно), абсорбцию хлорпромазина. Снижает печеночный клиренс лидокаина (может потребоваться коррекция режима дозирования). Повышает концентрацию прокаинамида в плазме вследствие конкуренции за активную канальцевую секрецию. Снижает клиренс хинина. Незначительно повышает концентрацию этанола в плазме (клинически незначимо). Одновременный прием циметидина и лекарственных средств, подвергающихся микросомальному окислению в печени (например непрямые антикоагулянты, фенитоин, пропранолол, хлордиазепоксид, диазепам, некоторые трициклические антидепрессанты, лидокаин, бета-адреноблокаторы, теофиллин, метронидазол, эуфиллин, кофеин), приводит к увеличению T1/2 и усилению их действия. Не рекомендуется одновременное применение лекарственных средств, вызывающих нейтропению (например цитостатиков). Фармацевтически несовместим с щелочными растворами (pH более 8); не смешивают в растворе с аминофиллином, дипиридамолом, фенобарбиталом, полимиксином В, пенициллинами, цефалоспоринами, амфотерицином В, пентобарбиталом, гентамицином. Антациды, сукральфат и метоклопрамид уменьшают всасывание. Одновременное применение с антацидами показано для ослабления боли (временной интервал между приемами не менее 0,5-1 часов).